# Marloes Keetels

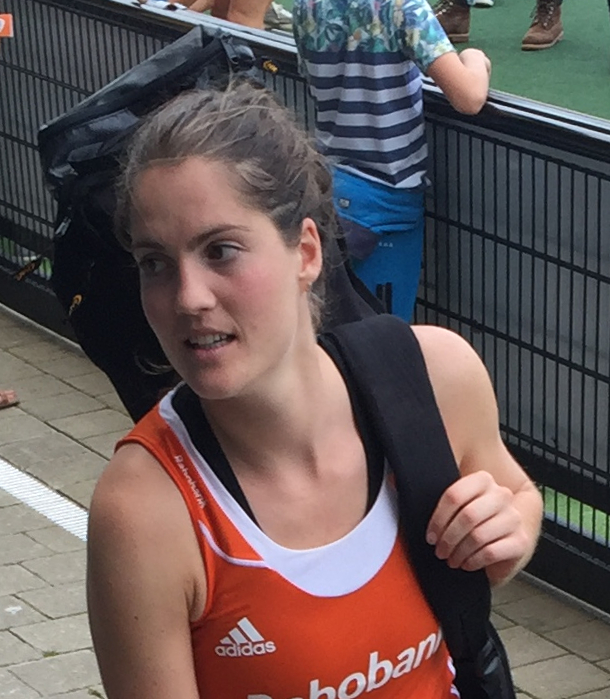
Marloes Keetels (2016)

Marloes Keetels (* 4. Mai 1993 in Schijndel) ist eine niederländische Hockeyspielerin. Sie gewann 2016 die olympische Silbermedaille, 2021 die olympische Goldmedaille, war Weltmeisterin 2014, 2018 und 2022 sowie Europameisterin 2017, 2019 und 2021.

## Leben
Keetels nahm 2010 an den ersten Olympischen Jugendspielen teil und gewann mit der niederländischen Mannschaft den Titel gegen die Argentinierinnen. 2013 trafen die Niederlande im Finale der Junioren-Weltmeisterschaften ebenfalls auf Argentinien. Die Niederländerinnen gewannen im Shootout, wobei auch Keetels ihren Versuch verwandelte.
Die 1,72 m große Mittelfeldspielerin debütierte 2013 in der Nationalmannschaft. Sie bestritt 176 Länderspiele, in denen sie 26 Tore erzielte.(Stand 17. Juli 2022)
2014 waren die Niederlande gastgebende Nation bei der Weltmeisterschaft in Den Haag. Die Niederländerinnen gewannen ihre Vorrundengruppe vor dem australischen Team, im direkten Vergleich gewannen die Niederländerinnen mit 2:0. Nach einem 4:0 im Halbfinale gegen Argentinien trafen die Niederländerinnen im Finale erneut auf die Australierinnen und siegten wieder mit 2:0. Bei der Europameisterschaft 2015 in London belegten die Niederländerinnen den zweiten Platz hinter den Engländerinnen.
2016 bei den Olympischen Spielen in Rio de Janeiro gewannen die Niederländerinnen ihre Vorrundengruppe vor den Neuseeländerinnen. Nach einem 3:2 gegen die argentinische Mannschaft im Viertelfinale und einem Halbfinalsieg nach Penaltyschießen gegen die Deutschen trafen die Niederländerinnen im Finale auf die britische Mannschaft und unterlagen im Penaltyschießen. 2017 siegten die Niederländerinnen bei der Europameisterschaft in Amstelveen. Im Jahr darauf fand die Weltmeisterschaft in London statt. Die Niederländerinnen gewannen ihre Vorrundengruppe und bezwangen im Viertelfinale die Engländerinnen. Nach einem Halbfinalsieg im Shootout gegen Australien trafen die Niederländerinnen im Finale auf die irische Mannschaft. Die Niederländerinnen gewannen das Finale mit 6:0, wobei Marloes Keetels den fünften Treffer erzielte. 2019 verteidigten die Niederländerinnen ihren Europameistertitel bei der Europameisterschaft in Antwerpen. Auch bei der Europameisterschaft 2021 in Amstelveen siegten die Niederländerinnen im Finale gegen die deutsche Mannschaft. Bei den Olympischen Spielen in Tokio gewannen die Niederländerinnen alle acht Spiele, im Finale bezwangen sie die Argentinierinnen mit 3:1.
Ein Jahr später bei der Weltmeisterschaft 2022 war Keetels in allen sechs Spielen dabei. Im Halbfinale gewann die Mannschaft mit 1:0 gegen die Australierinnen. Im Finale siegten die Niederländerinnen mit 3:1 gegen Argentinien.
Marloes Keetels begann ihre Karriere bei De Hopbel und wechselte 2009 zu HC ’s-Hertogenbosch, der dominierenden  Mannschaft der 2010er Jahre. Sie gewann mit dem Verein mehrere Meistertitel und mehrfach den Europapokal.